# Conozoa picturata
Conozoa picturata är en insektsart som beskrevs av Scudder, S.H. 1902. Conozoa picturata ingår i släktet Conozoa och familjen gräshoppor. Inga underarter finns listade i Catalogue of Life.